# A cingár férfi nyomában

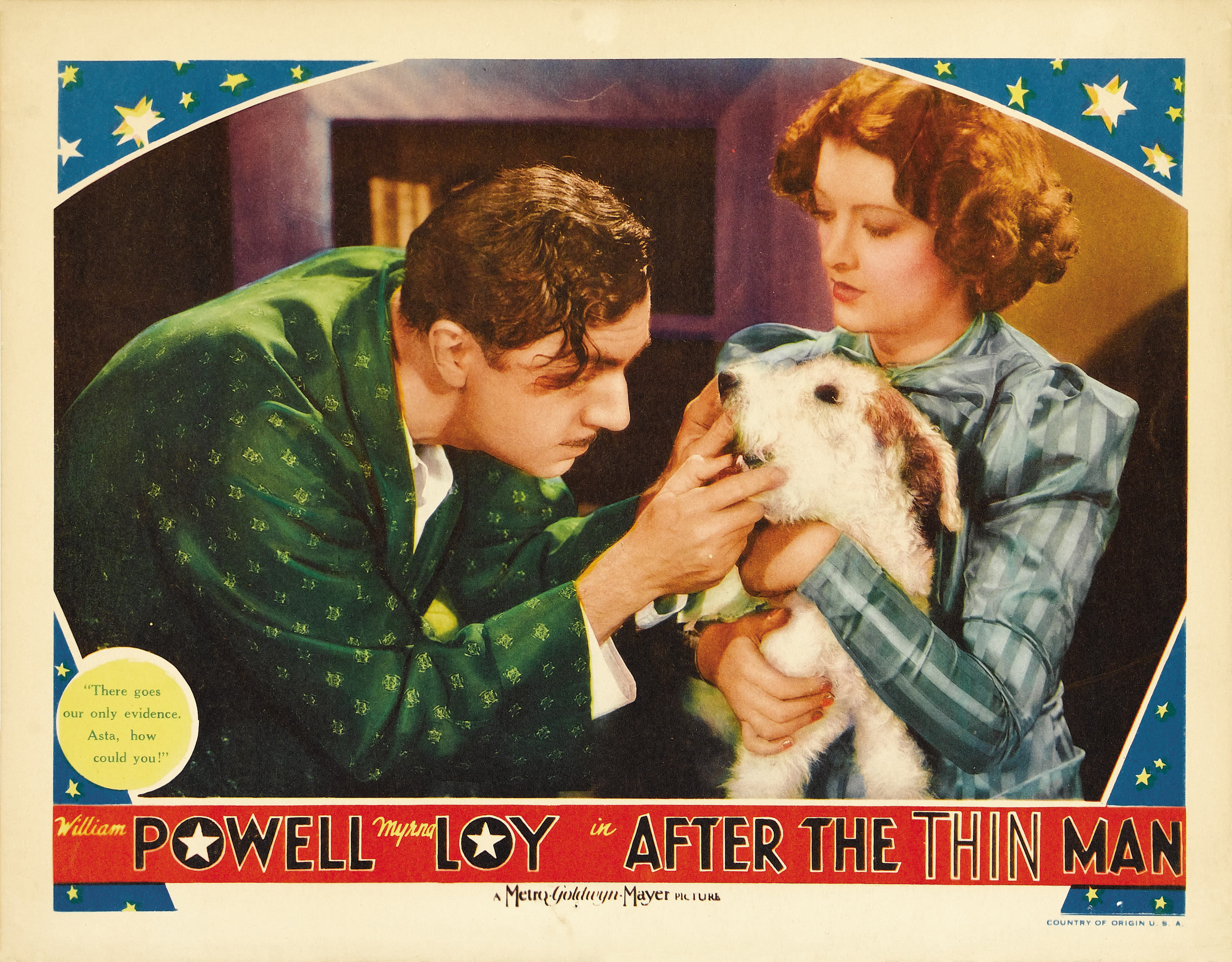
Reklámkártya a film egyik jelenetével (1936)

A cingár férfi nyomában (eredeti cím: After the Thin Man) 1936-os amerikai filmvígjáték W. S. Van Dyke rendezésében, William Powell, Myrna Loy és James Stewart főszereplésével. Az 1934-es Tetemrehívás című film folytatásában Powell és Loy Dashiell Hammett karaktereit, Nick és Nora Charlest alakítja. További szerepben Elissa Landi, Joseph Calleia, Jessie Ralph, Alan Marshal és Penny Singleton (leánykori nevén Dorothy McNulty) látható.
A filmet 1936. december 25-én mutatták be.
Nick Charles magánnyomozó és gazdag felesége, Nora végre hazatértek, és nyugodt új évet remélnek, mígnem Nora sógorát meggyilkolják. A nyilvánvaló gyanúsított az áldozat felesége.

## Cselekmény
Nick és Nora Charles szilveszterkor visszatérnek a nyaralásból a San Franciscó-i otthonukba, ahol Nora családja hivatalos vacsorára várja a párt. Nora nagynénje, Katherine, a család matriarchája megveti Nicket, mivel bevándorló származását és „lúdtalpasként” szerzett tapasztalatait Nora alattvalójának tartja. Nora unokatestvére, Selma közli Norával, hogy az újdonsült férje, Robert három napja eltűnt. David Graham, Selma korábbi vőlegénye és Nora családjának régi barátja. Felajánlja Robertnek, hogy 25.000 dollárt fizet, hogy távozzon, és Selma váljon el. Nora sikeresen rábeszéli Nicket, hogy segítsen megtalálni Robertet.
Robert a LiChi Clubban, egy kínai éjszakai klubban van, ahol viszonyt folytat Pollyval, a sztárfellépővel. Robert tudta nélkül Polly és a klubtulajdonos Dancer azt tervezik, hogy ellopják a pénzt, amit David Robertnek fizet. Polly bátyja, Phil Byrnes pénzt akar tőle, de Dancer kidobja, éppen akkor, amikor Nick és Nora megérkezik, hogy megkeresse Robertet.
Elmondják Robertnek David ajánlatát, aki beleegyezik. Miután kifizették, Robert visszalopakodik Katherine néni házába, hogy elhozzon néhány ruhát. Nick látja, hogy Dancer és a szórakozóhely társtulajdonosa, Lum Kee is mindketten egyedül távoznak a klubból. Robert éjfélkor hagyja el Katherine néni házát, és a ködös utcán agyonlövik. David megtalálja Selmát, aki Robert fölött áll, kezében fegyverrel. Abrams hadnagy Selmát tartja az első számú gyanúsítottnak, és a lány törékeny elmeállapota csak megerősíti ebben a hitében. Selma ragaszkodik hozzá, hogy soha nem sütötte el a fegyvert, de állítását nem lehet alátámasztani, mivel David a San Franciscó-i öbölbe dobta a fegyvert (azt gondolva, hogy a nő bűnös). Nick nyomozni kezd, hogy megtalálja az igazi gyilkost.
Valaki egy követ dob be Nick és Nora házának ablakán, amelyhez egy cetlit kötöttek. Az üzenet Pollyt és Dancert vádolja azzal, hogy összeesküdtek Robert megölésére, és elárulja, hogy Phil Byrnes, egy volt fegyenc és Polly férje. Abrams hadnagy több csekket is talált Robert-től Pollynak, köztük egy 20.000 dollárról szólót, de Nick megállapítja, hogy egy kivételével mindegyik hamis.
Nick és Abrams hadnagy meggyilkoltan találja Philt a hotelszobájában. Nick nyomoz Polly lakásában, és rájön, hogy valaki „Anderson” néven lehallgatta azt a fölötte lévő lakásból. Miközben a felső lakásban van, Nick hallja, hogy Dancer belép Polly lakásába. Nick követi Dancert az alagsorba, de Dancer eltűnik. Nick megtalálja az épület gondnokának, Pedrónak a holttestét. Nora azonosítja Pedrót, mint az apja birtokának egykori kertészét. Pedro szobájában talál egy fényképet, amelyen Pedro a többi cseléddel együtt látható. Abrams hadnagy szerint valaki megpróbálta felhívni Nicket az épületből, közvetlenül Pedro halála előtt.
Nick megbízza Abrams hadnagyot, hogy gyűjtse össze az összes gyanúsítottat Anderson lakásában. Dancer és Polly bevallják, hogy hamis csekkel akarták ellopni Robert pénzét, de azt állítják, hogy ártatlanok a gyilkosságban. David azt mondja, hogy hat éve nem látta Pedrót, de emlékszik a hosszú fehér bajuszára. Nick azonban rájön, hogy a képen, amelyet Nora talált, Pedrónak kicsi, szürke bajusza volt. David biztosan látta Pedrót nemrég.
Nick rekonstruálja a gyilkosságot. David az Anderson. Gyűlölte Robertet, amiért elvette tőle Selmát, és titokban gyűlölte Selmát, amiért elhagyta őt. Azért bérelte ki a lakást, hogy Polly és Robert lakásában kémkedhessen Polly után, és ott megölhesse. Ehelyett azonban az utcán ölte meg Robertet, és megpróbálta Selmára kenni a bűntényt. Polly után kémkedve kihallgatta Phil valódi kilétét és Phil tervét, hogy megzsarolja Davidet. David megölte Philt, majd eldobta az üzenőkövet.
Pedro azonban felismerte Davidben a titokzatos „Andersont”, ezért David őt is megölte. David fegyvert rántott, és azzal fenyegetőzött, hogy megöli Selmát, majd saját magát. Lum Kee David arcába vágja a kalapját, így Nick és Abrams hadnagy le tudja győzni őt. (Ez meglepi Norát, mert Nick miatt Lum Kee bátyja börtönbe került bankrablásért. De Lum Kee megmagyarázza: „Nem szeretem a bátyámat. A lányát szeretem. Te vagy a barátom.”)
Nick és Nora egy vonaton, Selma kíséretében elhagyja San Franciscót a keleti part felé. Később, kettesben Norával, Nick látja, hogy a lány egy babazoknit köt, és ebből rájön, hogy a nő terhes. Nora finoman leszidja őt, mondván: „És még te nevezed magad detektívnek”.

## Szereplők
A szereplők a Amerikai Filmintézet által dokumentált sorrendben szerepelnek.
- William Powell – Nick Charles
- Myrna Loy – Nora Charles
- James Stewart – David Graham
- Elissa Landi – Selma Landis
- Joseph Calleia – "Táncos"
- Jessie Ralph – Katherine Forrest néni
- Alan Marshal – Robert Landis
- Teddy Hart – Casper
- Sam Levene – Abrams hadnagy
- Penny Singleton – Polly Byrnes (Dorothy McNulty néven)
- William Law – Lum Kee
- George Zucco – Dr. Kammer
- Paul Fix – Phil Byrnes
- Skippy – Asta
- Dorothy Vaughan – Charlotte
- Maude Turner Gordon – Helen
- William Burress – Lucius
- Tom Ricketts – Henry, a komornyik
- Esther Howard – nő a LiChi Clubban, aki azt mondja Nicknek: "Hé, szépfiú"

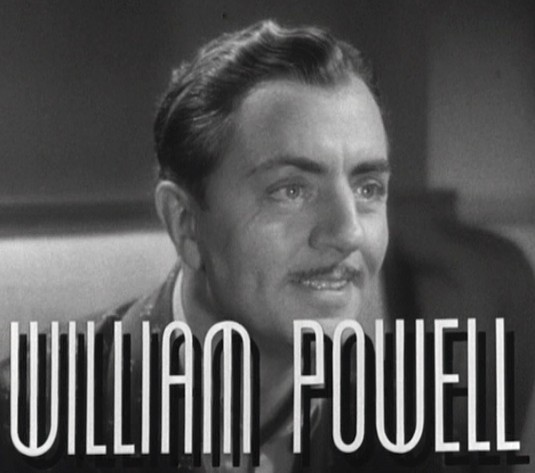
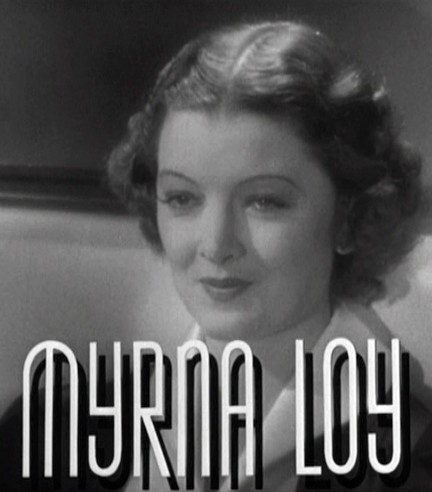
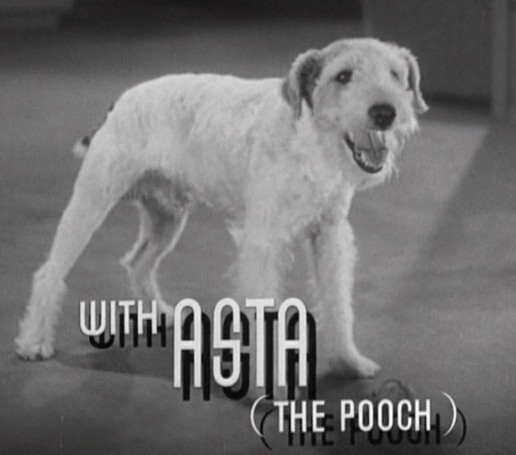
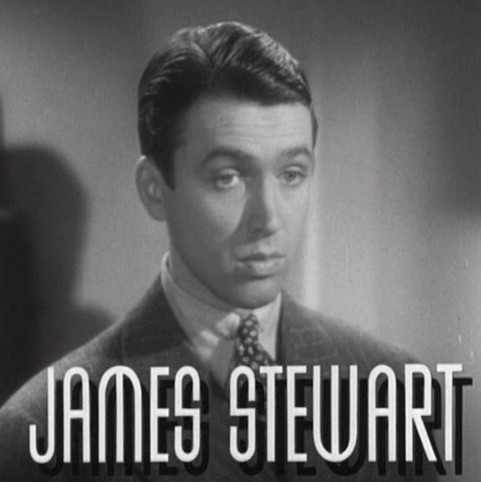
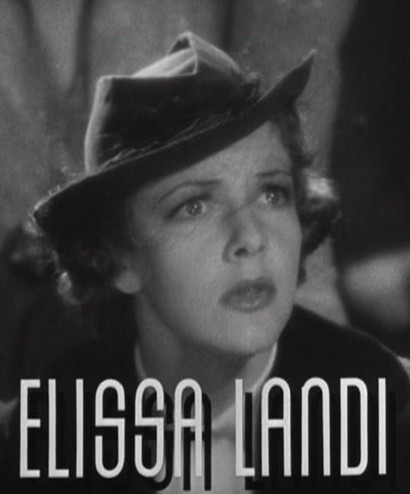
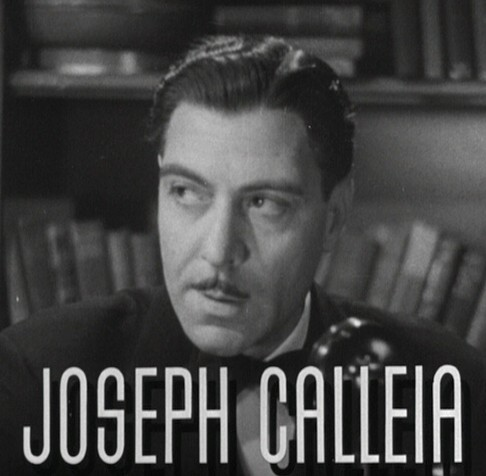
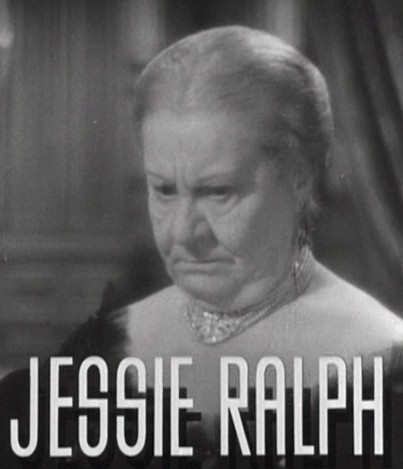

## Bevétel
A cingár férfi nyomában összesen - hazai és külföldi - 3 165 000 dollárt hozott: 1 992 000 dollárt az Amerikai Egyesült Államokban és Kanadában, 1 173 000 dollárt pedig más országokban. A profitja 1 516 000 dollár volt.

## Rádióadaptáció
A CBS Lux Radio Theatre 1940. június 17-én mutatta be A cingár férfi nyomában egyórás rádióadaptációját. Powell és Loy ismét eljátszották szerepüket.

## Médiakiadás
A film 2021. január 26-án jelent meg Blu-ray lemezen a Warner Archive Collection forgalmazásában.

## Fordítás
- Ez a szócikk részben vagy egészben  az   After the Thin Man című angol Wikipédia-szócikk fordításán alapul.  Az eredeti cikk szerkesztőit annak laptörténete sorolja fel. Ez a jelzés csupán a megfogalmazás eredetét és a szerzői jogokat jelzi, nem szolgál a cikkben szereplő információk forrásmegjelöléseként.